# La Ferté
La Ferté es una localidad y comuna francesa situada en la región de Franco Condado, departamento de Jura, en el distrito de Lons-le-Saunier y cantón de Arbois.

## Demografía
| 174 | 188 | 167 | 185 | 181 | 191 | 89 |
| Para los censos de 1962 a 1999 la población legal corresponde a la población sin duplicidades (Fuente: INSEE [Consultar]) |     |     |     |     |     |    |